# کتاب‌شناسی هانا آرنت
سیاههٔ نوشته‌های هانا آرنت (۱۹۷۵−۱۹۰۶ میلادی)، در اینجا به ترتیبِ تاریخِ نگارش و نیز به تفکیکِ گونه، شاملِ ده‌ها کتاب و چندصد نوشتهٔ کوتاه‌تر است. پس از مرگ آرنت نیز علاقه‌مندان و همکاران چند کتاب از مجموعه مقاله‌ها و سخنرانی‌ها و نامه‌های او گردآوری و منتشر کردند.

## کتاب‌ها
- عشق و آگوستین قدیس، ترجمهٔ مریم خدادادی، نشر بیدگل
- عناصر و خاستگاه‌های حاکمیت توتالیتر، ترجمهٔ مهدی تدینی در سه جلد:
  - یهودی‌ستیزی
  - امپریالیسم
  - توتالیتاریسم (به ترجمهٔ محسن ثلاثی هم منتشر شده: ریشه‌های توتالیتاریسم. تهران: جاویدان. ۱۳۶۶.)
- انقلاب مجارستان: امپریالیسم توتالیتر، ترجمهٔ کیومرث خواجویها، تهران: روشنگران، ۱۳۶۶
- انقلاب، ترجمهٔ عزت‌الله فولادوند، تهران: خوارزمی، ۱۳۶۹
- خشونت و اندیشه‌هایی دربارهٔ سیاست و انقلاب، ترجمهٔ عزت‌الله فولادوند، تهران: خوارزمی، ۱۳۶۹
- اندیشیدن و ملاحظات اخلاقی، ترجمهٔ عباس باقری، تهران: نی، ۱۳۷۹
- وضع بشر، ترجمهٔ مسعود علیا، ققنوس، ۱۳۸۹
- حیات ذهن، ترجمهٔ مسعود علیا، ققنوس، ۱۳۹۲
- فلسفهٔ اگزیستانس چیست؟، ترجمهٔ مهدی استعدادی شاد، سوئد: نشر باران، ۱۳۹۴
- بحران‌های جمهوریت، ترجمهٔ امین عسکری‌زاده و فلورا عسکری‌زاده، تهران: گام نو، ۱۳۹۶
- بحران‌های جمهوری، ترجمهٔ علی معظمی، تهران: فرهنگ جاوید، ۱۳۹۷
- اختیار آزاد زیستن، ترجمهٔ فرهاد سلمانیان، وب‌سایت آسو، ۱۳۹۸[۱]
- آیشمن در اورشلیم: گزارشی در باب ابتذال شر، ترجمهٔ زهرا شمس، نشر برج
- مسئولیت و داوری، ترجمهٔ میثم محمدامینی
- میان گذشته و آینده، ترجمهٔ کیومرث پارسای
- محاوره طالب و مطلوب، ترجمهٔ فرهنگ رجایی

## مقاله‌ها
- «اقتدار، خشونت و تمامیت‌خواهی.» ترجمهٔ صالح نجفی. شرق، ۱۱ دی ۱۳۸۴.
- «باریکه‌راه‌های اندیشیدن.» ترجمهٔ فرزاد حاجی میرزایی. همشهری، ۲۱ آذر ۷۸.
- «تنها یک حقوق بشر وجود دارد.» ترجمهٔ کیواندخت قهاری. مجلهٔ نگاه نو، شمارهٔ ۳۸، پاییز ۱۳۷۷.
- «حقوق بشر، رویکردی دیگر.» ترجمهٔ کیواندخت قهاری. مجلهٔ همبستگی، ۲۶ آبان ۱۳۸۰.
- «دین و سیاست.» ترجمهٔ محمدسعید حنایی کاشانی. مجلهٔ اشراق، شمارهٔ ۲ و ۳ تابستان ۱۳۸۴.
- «دین و روشنفکران.» مترجم محمدسعید حنایی کاشانی. مجلهٔ بخارا، شمارهٔ ۵۸، زمستان ۱۳۸۵.
- «تفکر سیاسی کانت.» مترجم غلامرضا گودرزی. مجلهٔ فرهنگ و توسعه، شمارهٔ ۴۴، ۴۵ و ۴۶، تیر ۱۳۷۹